# Sonny Liston
Charles L. "Sonny" Liston,  född omkring 1930 i Sand Slough i St. Francis County, Arkansas, död 30 december 1970 i Las Vegas, Nevada, var en amerikansk professionell boxare som var världsmästare i tungvikt 1962–1964.
Liston vann titeln i september 1962 genom att besegra Floyd Patterson på knockout i första ronden och förlorade den sedan i februari 1964 i en match mot  Cassius Clay (Muhammad Ali).
Boxningstidskriften The Ring rankade 1998 Liston som den 7:e största tungviktsboxaren genom alla tider.

## Uppväxt
Sonny Listons exakta födelseår (liksom födelsedatum) är okänt, men det uppskattas att han föddes mellan år 1928 och 1933. Han växte upp under fattiga förhållanden i en familj med många barn. Han flyttade vid slutet av 1940-talet till Saint Louis. År 1950 dömdes han till fem års fängelse (frisläppt efter två år) för väpnat rån och stöld, och det var nu han lärde sig att boxas. Under 1950-talet arresterades Liston 19 gånger för misshandel, stölder och narkotikabrott.

## Karriär

### Proffskontrakt
Liston undertecknade ett proffskontrakt i september 1953 där han förklarade: "Vad du än säger åt mig att göra, det gör jag." De enda som var villiga att lägga upp de nödvändiga pengarna för att han skulle bli professionell var personer nära "den undre världen". Liston kompletterade sina inkomster från boxningen genom att arbeta för utpressare som "skrämmare". Kopplingen till organiserad brottslighet var en fördel tidigt i hans karriär men kom senare att användas mot honom.
Liston var 185 cm lång, hade en kraftig kroppsbyggnad och oproportionerligt stor räckvidd på 213 cm. Hans nävar mätte 38 cm runtom – den största omkretsen för alla tungviktsmästare. Hans märkbart mer muskulösa vänsterarm, med kraftfulla vänsterjabbar och krokar gjorde att han allmänt uppfattades som vänsterhänt men med den vanliga ortodoxa stansen. Proffsdebuten den 2 september 1953 klarade han av genom att i Saint Louis slå ut Don Smith i den första ronden.

### Problem med lagen – igen
Listons kriminella bakgrund tillsammans med hans vänskap med en beryktad utpressare ledde till att polisen stoppade honom när de fick syn på honom vilket gjorde att han började undvika de större gatorna. I maj 1956 konfronterades Liston och en vän av en polis gällande en taxi parkerad nära Listons hem. Liston attackerade då polismannen, bröt hans knä, rev upp hans ansikte och tog hans pistol. Liston hävdade senare att polisen använt sig av rasistiska tillmälen. En officiell redogörelse av hur Liston motsatte sig arrestering – även efter att batonger (som påstås) ha brutits av efter att ha slagit mot hans skalle – ökade på den offentliga uppfattningen av honom som ett mardrömslikt "monster" som det inte gick att "ge stryk". Liston dömdes åter till fängelse, blev villkorligt frigiven efter sex månader och förbjuden att boxas under 1957. Efter nya problem, en ny natt i häktet och hot mot hans liv lämnade Liston Saint Louis för Philadelphia.

### Tillbaka till ringen
År 1958 återvände Liston till boxningen och vann alla sina åtta matcher under året, sex genom knockout. 1958 var också året då han fick en ny chef: Joseph "Pep" Barone, som var den lite finare fasaden utåt för maffiagangstrarna Frankie Carbo och Frank "Blinky" Palermo. Under det följande året kom genombrottet för Liston. Efter att ha slagit de högt rankade Mike DeJohn KO mötte han Cleveland Williams, en snabb-handad boxare som räknades som världens mest hårdslående tungviktare. Här visade Liston både uthållighet, kraft och skicklighet vilket helt neutraliserade Williams som besegrades på TKO i tredje ronden. Segern betraktas av vissa som Listons största prestation. Han avrundade året genom att besegra både Nino Valdez och Willi Besmanoff innan full tid.
År 1960 vann Liston ytterligare fem matcher, inklusive en returmatch mot Williams som bara varade i två ronder. Roy Harris, som hade gått 13 ronder mot världsmästaren Floyd Patterson, krossades i första ronden av Liston och senare slogs den högt rankade Zora Folley KO i rond 3. Avstädningen av de topprankade boxarna i tungviktsklassen ledde till att Liston nu betraktades som en framtida världsmästare.
Listons rad med nio raka knockout-segrar slutade när han vann en enhällig poängseger mot Eddie Machen i september 1960. Machens rörlighet gjorde att han klarade att gå matchen ut men hans hånande av Liston och taktik med duckningar och fasthållningar gjorde att publiken gav Liston ett ovanligt stort stöd. Liston var nu ute efter VM-titeln som hölls av Floyd Patterson och menade att denne: "...skulle inte klara sig så länge mot mig. Han skulle komma in där och slåss och jag skulle få ut honom [ur ringen]".

### Försök att hindra Listons titeldrömmar
Liston blev rankad som försteutmanare till VM-titeln 1960 men de styrande bakom Floyd Patterson vägrade att ge honom en titelmatch på grund av hans länkar till organiserad brottslighet. Politiska ledare var också avståndstagande och oroade sig för att Listons brottsliga karaktär skulle vara ett dåligt exempel för ungdomar. NAACP hade uppmanat Patterson att inte slåss mot Liston av rädsla för att en seger för den senare skulle skada medborgarrättsrörelsen. Många afroamerikaner föraktade Liston för dennes inställning till sina svarta bröder. På fråga av en ung vit reporter varför han inte kämpade för frihet i söder, svarade Liston likgiltigt: "Jag har inte någon hund-säker rumpa" – refererande till att polis tidigare bussat sina hundar på svarta som protesterat för sina rättigheter i Birmingham. Senare, år 1966, efter bombningen av 16th Street Baptist Church (ett hatbrott mot svarta utfört av Ku Klux Klan) avbröt dock Liston sin turné i Europa för att återvända hem och menade då att han "skämdes över att vara en amerikan."
Inte heller USA:s president John F. Kennedy ville se att Patterson tog sig an Liston och i januari 1962 föreslog han i ett direkt möte med världsmästaren att han skulle undvika denne; detta med hänvisning till justitiedepartementets oro över Listons band till organiserad brottslighet.
Den gamle tungviktsvärldsmästaren Jack Dempsey talade för många när också han menade att Liston inte borde få en chans att slåss om titeln. Liston svarade ilsket genom att ifrågasätta om Dempseys underlåtenhet att delta i Första världskriget gjorde honom kvalificerad nog för att moralisera över andra. Frustrerad bytte Liston ut sin stab år 1961 och började nu genom media att utöva press på Patterson, som hade mött främst vita utmanare sedan han blev mästare, och menade att världsmästaren drog en "färglinje" mot sin egen ras.

### Titelmatch till sist, världsmästare men snabbt detroniserad
Efter att ha tagit VM-titeln från Floyd Patterson den 25 september 1962 och även besegrat denne på knockout i första ronden i en returmatch 1963 mötte Liston i februari 1964 utmanaren Cassius Clay (sedermera namnbyte till Muhammad Ali). Matchen var jämn i sex ronder, men i pausen till den sjunde ronden gav Liston upp, förebärande en axelskada. Returmatchen, som ägde rum i Lewiston, Maine 25 maj 1965, och som dömdes av den före detta tungviktsvärldsmästaren Jersey Joe Walcott, har gått till boxningshistorien, livligt omdiskuterad som en så kallad läggmatch. Efter 48 sekunder i första ronden gick Liston i golvet, träffad av ett slag som få eller ingen kunde uppfatta och räknades under tumultartade former ut. 
De två omdiskuterade VM-förlusterna bidrog till att ytterligare sänka Listons redan låga popularitet. På grund av minskad popularitet i USA, kom förre världsmästaren Ingemar Johansson till hans hjälp och skrev kontrakt med honom för att promota 4 matcher som skulle äga rum i Sverige med den ansenliga summan 150.000 dollar och vistades i Sverige under nästan ett år. Han fortsatte dock att boxas fram till 1970 och besegrade i sin sista match, ett halvt år före sin död, den högt rankade Charles "Chuck" Wepner.

## Död
Den 5 januari 1971 hittades Sonny Liston död i sitt hem och uppskattades då ha legat död i cirka en vecka. Dödsorsaken var sannolikt en överdos av heroin.[källa behövs]